# Carmel de Pontoise
Pour les articles homonymes, voir Carmel.
Le carmel de Pontoise, placé sous le vocable de Saint-Joseph, a été fondé en 1605. C'est le plus ancien carmel en activité en France.

## Localisation
Le carmel de Pontoise ou ermitage Saint-Joseph se situe en France, dans le département du Val-d'Oise, dans la commune de Pontoise, en périphérie du centre-ville ancien, mais au milieu de l'agglomération actuelle. L'entrée s'effectue 55, rue Pierre-Butin, mais le domaine du carmel occupe pratiquement tout l'intérieur du pâté de maisons délimitée par cette rue au nord et à l'est, la rue Seré-Depoin au sud et la rue Thiers à l'ouest. S'y trouvent un jardin potager et un verger, dont la production suffit pour nourrir les religieuses, ainsi qu'un vieux lavoir.

## Histoire
Pontoise est le deuxième carmel thérésien fondé en France, après Paris. En 1605, le monastère est dirigé par une religieuse espagnole, Anne de Saint-Barthélemy, compagne de Sainte Thérèse d'Avila. La première communauté vit provisoirement dans plusieurs maisons de la rue du Soleil (actuelle rue Marcel-Rousier). Mais en raison de problèmes d'eau remettant en cause la très stricte clôture, les sœurs envisagent rapidement l'installation du monastère en bas de la ville.
Grâce à l'action de Michel de Marillac, garde des sceaux, et de Mère Acarie, en religion sœur Marie de l'Incarnation, fondatrice de l'ordre en France, les carmélites de Pontoise peuvent s'établir dès 1610 dans les bâtiments toujours visibles de nos jours, rue Pierre-Butin. C'est au carmel de Pontoise que Sœur Marie de l'Incarnation décide de se retirer, en décembre 1616. Elle s'y éteint en 1618, en odeur de sainteté. Un mausolée est commandé en 1626 à Francesco Bordoni (1580-1654). 
Le rayonnement exceptionnel que le carmel de Pontoise exerce sur les autres communautés et la réforme catholique en France doit beaucoup à l'action de ses prieures, notamment Jeanne de Jésus, la sœur du chancelier Séguier. Le monastère bénéficie également de la protection de Marie de Médicis et d'Anne d'Autriche qui rend plusieurs visites aux Ccrmélites de Pontoise, accompagnée du jeune Louis XIV.
Durant la Révolution, les biens du monastère sont sécularisés : terres, moulins et maisons sont vendus en 1791 et 1792. L'expulsion des carmélites a lieu en septembre 1792. Afin d'éviter une profanation du mausolée de Mère Acarie, les religieuses aidées par le comte de Monthiers font déposer les reliques dans la chapelle du château de Nucourt. Les bâtiments du carmel connaissent alors diverses affectations (prison, grenier à blé, armurerie, manufacture de tissage et de teinturerie). Quelques religieuses y reviennent à partir de 1805. En 1818, les bâtiments sont rachetés par la ville de Pontoise. Ils sont revendus aux carmélites de Versailles en 1820. Elles y rétablissent la vie conventuelle en septembre 1821. Les reliques de la bienheureuse sœur Marie de l'Incarnation sont restituées au carmel le 7 mai 1822. 
Les carmélites sont à nouveau menacées d'expulsion en 1901 et 1936. En 2010, la communauté comprend une douzaine de religieuses. 
Le carmel de Pontoise est inscrit monuments historique par arrêtés du 12 juin 1986 et du 30 septembre 2002, y compris les façades et les toitures, le sol du jardin, les murs de clôture, l'ancien rempart, les cellules de madame Acarie et de Mère Marie du Saint-Sacrement, les escaliers, l'ermitage Saint-Joseph et le décor intérieur. Auparavant, le portail donnant sur la rue avait déjà fait l'objet d'une inscription par arrêté du 4 décembre 1942. Y sont conservées de nombreuses œuvres d'art.

## Mobilier
Le carmel possède sept éléments de mobilier classés monuments historiques au titre des objets :
- Un antependium brodé sur soie rouge par madame Barbe Acarie et ses consœurs aux tout débuts du monastère, au premier quart du XVIIe siècle[2] ;
- Une nappe d'autel dit Tavayole, avec dentelles et broderies, imprégnée de l'influence espagnole et confectionnée au premier quart du XVIIe siècle parmi les premières carmélites de Pontoise, peut-être avec participation de madame Acarie[3] ;
- Un tableau peint en huile sur toile et représentant la bienheureuse Marie de l'Incarnation, datant du milieu du XVIIe siècle et provenant initialement du carmel d'Amiens fermé en 1905[4] ;
- Un tableau peint en huile sur toile et représentant la Transverbération de sainte Thérèse d'Avila, d'école française et réalisé vraisemblablement pendant la première moitié du XVIIIe siècle[5] ;
- Un tableau peint en huile sur toile et représentant Jésus au ciel et le concert des anges, ou l'Ascension, d'école française et réalisé vers 1640/1650[6] ;
- Un tableau peint en huile sur verre et représentant la Sainte Famille avec saint Jean Baptiste, de petites dimensions, datant du XVIIe siècle[7] ;
- Un christ en croix, avec une statuette du Christ en ivoire sur une croix en ébène, remontée sur velours rouge dans un cadre en bois sculpté et doré, d'école germanique, datant du XVIIIe siècle, le Christ pouvant toutefois remonter au XVIIe siècle[8].

## Visite
La cour extérieure du carmel, 55 rue Pierre-Butin, est ouverte dans la journée. L'on y trouve une petite boutique où le monastère vend ses produits fabriqués artisanalement sur place, ainsi que des cartes postales. Mais avant et surtout, l'église du carmel est ouverte à tous, et l'on peut y assister quotidiennement aux offices. Le monastère proprement dit, y compris le cloître et les jardins, par contre ne se visitent pas, y compris pendant les Journées européennes du patrimoine.